# Corral City (Teksas)
Corral City je gradić u američkoj saveznoj državi Teksas. Prema popisu stanovništva iz 2010. u njemu je živjelo 27 stanovnika.